# Rafael Galhardo
Rafael Galhardo de Souza (Nova Friburgo, 30 ottobre 1991) è un calciatore brasiliano, difensore svincolato.

## Carriera

### Club
Ha esordito nel 2009 con il Flamengo. Con questo club ha ottenuto 13 presenze (25 con il Campionato Carioca) nel Brasileirão ed ha vinto il Campeonato Brasileiro Série A 2009 e il Campionato Carioca 2011.
Dal 2012 è passato al Santos con cui ha giocato 17 partite fino al 2014. È andato anche in prestito nel 2014 al Bahia (5 presenze e 1 gol) e nel 2015 al Grêmio (33 presenze e 2 gol).
Nel 2016 è stato acquistato dall'Anderlecht.

### Nazionale
Nel 2011 viene convocato dalla nazionale Under-20 brasiliana per prendere parte al campionato mondiale 2011 e al campionato sudamericano 2011, vinti entrambi dalla sua selezione.

## Palmarès

### Club

#### Competizioni nazionali
- Campionato brasiliano: 1

Flamengo: 2009

#### Competizioni statali
- Campionato Carioca: 1

Flamengo: 2011

### Nazionale
- Campionato sudamericano Under-20: 1

Perù 2011
- Campionato mondiale Under-20: 1

Colombia 2011

### Individuale
- Bola de Prata: 1

2015